# Ajanot
Ajanot (hebrejsky עֲיָנוֹת, doslova „Prameny“, v oficiálním přepisu do angličtiny Ayanot) je mládežnická vesnice a obec v Izraeli, v Centrálním distriktu, v Oblastní radě Gan Rave.

## Geografie
Leží v nadmořské výšce 25 metrů v hustě osídlené a zemědělsky intenzivně využívané pobřežní nížině, při dolním toku řeky Nachal Sorek, nedaleko písečných dun, které lemují pobřeží.
Obec se nachází 7 kilometrů od břehu Středozemního moře, cca 17 kilometrů jižně od centra Tel Avivu, cca 46 kilometrů severozápadně od historického jádra Jeruzalému a 6 kilometrů jihozápadně od města Rišon le-Cijon. Leží nedaleko jihozápadního okraje města Nes Cijona. Ajanot obývají Židé, přičemž osídlení v tomto regionu je etnicky převážně židovské.
Ajanot je na dopravní síť napojen pomocí dálnice číslo 42.

## Dějiny
Ajanot byl založen v roce 1930. Už roku 1926 zde z iniciativy Ady Maimonové došlo k zakoupení pozemků do židovského vlastnictví se záměrem tu zřídit ženskou farmu. K založení vesnice došlo pak 30. března 1930, kdy zde byly vysazeny první citrusové stromy. K trvalému osídlení lokality došlo 12. ledna 1932, kdy se sem nastěhovala skupina tvořená Adou Maimonovou a deseti dívkami, jež doprovázela stráž. Zpočátku pobývaly provizorně v prostorách kravína, později proběhla výstavba trvalých domů. Postupně sem přicházely další dívky a populace vesnice dosáhla 70. Během druhé světové války se vesnice proměnila na významnou zemědělskou školu, která přijala početnou skupinu Židů přeživších holokaust a židovskou mládež ze Sýrie, Turecka, Řecka a Bulharska.
Po vzniku státu Izrael v roce 1948 pokračoval příliv židovských imigrantů. Fungovala tu zemědělská střední škola, která poskytovala výcvik pro život na vesnici. V současnosti zde působí střední škola s více než 300 žáky, zaměřená nejen na agrární výuku. Významné je vzdělávání nových imigrantů. Nabízí se zde výuka v ruštině a amharštině. Pro studenty je v areálu k dispozici ubytování. Na okraji vesnice leží sídlo Oblastní rady Gan Rave.
Jméno obce je odvozeno od dvou pramenů, které se tu rozkládaly. Zároveň odkazuje na biblický citát z knihy Deuteronomium 8,7: „Vždyť Hospodin, tvůj Bůh, tě uvádí do dobré země, do země s potoky plnými vody, s prameny vod propastných tůní, vyvěrajícími na pláni i v pohoří“

## Demografie
Podle údajů z roku 2014 tvořili naprostou většinu obyvatel v Ajanot Židé (včetně statistické kategorie "ostatní", která zahrnuje nearabské obyvatele židovského původu ale bez formální příslušnosti k židovskému náboženství).
Jde o menší obec vesnického typu s dlouhodobě kolísající populací. K 31. prosinci 2014 zde žilo 322 lidí. Během roku 2014 populace stoupla o 28,3 %.
| Rok            | 1948 | 1961 | 1972 | 1983 | 1995 | 2001 | 2003 | 2004 | 2005 | 2006 | 2007 | 2008 | 2009 | 2010 | 2011 | 2012 | 2013 | 2014 |
| -------------- | ---- | ---- | ---- | ---- | ---- | ---- | ---- | ---- | ---- | ---- | ---- | ---- | ---- | ---- | ---- | ---- | ---- | ---- |
| Počet obyvatel | 295  | 435  | 237  | 325  | 438  | 406  | 390  | 388  | 389  | 396  | 405  | 410  | 245  | 224  | 233  | 249  | 251  | 322  |